# Josep Bort Bono
Josep Bort Bono (València, 14 de maig de 1964) és un polític valencià, regidor a l'Ajuntament d'Albuixec (l'Horta Nord) de 1999 a 2019 i diputat provincial a la Diputació de València en dues etapes: 2003-2007 i 2015-2019.

## Biografia
Llicenciat en Ciències Econòmiques i Empresarials per la Universitat de València en 1987. Obtingué el títol de Mestratge en Auditoria Financera en la Universitat de València en 1990, any que aprovà les oposicions de Professor de Secundària. En 1991 és nomenat funcionari de carrera del cos de professors de secundària en l'especialitat administrativa i comercial. En 1995 va ser nomenat Cap del Programa de Reforma Educativa de la Conselleria d'Educació de la Generalitat Valenciana. Ha estat professor associat al departament de Finances i Comptabilitat de la Universitat Jaume I de 2000 a 2003. En 2016 va ser nomenat Funcionari de Carrera del Cos de Catedràtics d'Ensenyament Secundari, en l'especialitat d'Administració i Finances.
En l'àmbit polític Josep Bort s'inicia militant a Esquerra Unida del País Valencià (EUPV). Amb aquesta formació encapçala la candidatura municipal a Albuixec aconseguint representació a les eleccions de 1999, 2003 i 2007. De 2003 a 2007 a més a més és elegit diputat provincial per EUPV.
En el marc de la crisi interna d'EUPV per la gestió de la coalició electoral amb el Bloc Nacionalista Valencià (BLOC) i Els Verds per a les eleccions a les Corts Valencianes de 2007, Bort forma part d'una corrent interna liderada per Joan Ribó que sota el nom de Projecte Obert acabarà escindint-se el 2008 i incorporant-se a la nova coalició Compromís formada per BLOC, Iniciativa (també escindits d'EUPV) i Els Verds-Esquerra Ecologista.
Bort va revalidar la representació al consistori d'Albuixec a les eleccions de 2011 i 2015, ara sota la marca de Compromís, i va esdevindre de nou diputat provincial a la Diputació de València en el període 2015-2019 com a responsable de l'àrea de Medi Ambient i del Consorci de Bombers. El 2019 va ser investigat per un presumpte delicte de malversació de cabals públics.
Des de 2019 és el cap de gabinet de l'alcalde de València Joan Ribó.